# 에스메랄다스주

에스메랄다스 주의 위치

에스메랄다스주(스페인어: Provincia de Esmeraldas)는 에콰도르 북서부에 위치한 주로 주도는 에스메랄다스이며 면적은 16,132.23km2, 인구는 534,092명(2010년 기준), 인구 밀도는 33명/km2이다. 8개 지방 자치체를 관할한다. 서쪽으로는 태평양, 북쪽으로는 콜롬비아, 동쪽으로는 카르치 주와 임바부라 주, 남쪽으로는 피친차 주, 산토도밍고데로스차칠라스 주, 마나비 주와 접한다.

주기

## 같이 보기
- 에콰도르의 주